# Maite Esporrín
María Teresa Esporrín Las Heras, más conocida como Maite Esporrín (Logroño, 12 de abril de 1959) es una  política española militante del Partido Socialista de Navarra, y Concejal-Portavoz del Grupo Socialista en el Ayuntamiento de Pamplona (Navarra), hasta junio de 2023.

## Biografía
Maite Esporrín nació en Logroño, entonces capital de la provincia homónima, el 12 de abril de 1959. Se trasladó a Pamplona desde los ocho años junto a sus padres y familia, que son de la capital navarra. Está casada y tiene un hijo y una hija. Está diplomada en Enfermería, y desde 1980 trabaja en el servicio de radiología de la Clínica Universitaria.

## Carrera política
Se afilió al PSN-PSOE en 1998, siendo elegida concejal en el consistorio pamplonés para la legislatura 1999-2003.
Ha sido miembro del Comité Local de la Agrupación del PSN-PSOE de Pamplona 2000-2002, al igual que es miembro de la Ejecutiva Regional del PSN-PSOE desde 2004 hasta la actualidad. Responsable de la Secretaría de Sanidad y Consumo del PSN-PSOE desde 2004, y secretaria y coordinadora del grupo sectorial  de salud del PSN-PSOE. 
Maite Esporrín fue la candidata del PSN a la alcaldía de Pamplona en las elecciones municipales de 2015 y en las elecciones municipales de 2019. En ninguno de los dos comicios consiguió el cargo de alcaldesa de la ciudad.